# Ахмозе-Нефертари
Ахмозе-Нефертари била је краљица Египта. Њени родитељи су били Тао II Храбри и Ахотеп I, тако да је Ахмозе-Нефертари била рођена сестра фараона Ахмозеа I, a касније и његова главна супруга. Ахмозе-Нефертари је по смрти свог мужа, постала регент свог сина и несметано је владала све док он није ушао у године када је преузео круну као Аменхотеп I. Аменхотеп I је владао Египтом двадесет једну годину, а његова мајка га је надживела. Током своје владавине била је поштована као велика ратница, и на њеној сахрани одржане су посебне почасти за њена достигнућа у рату. У Теби је после њене смрти установљен култ краљице Ахмозе-Нефертари.
Ахмозе-Нефертари је имала доста надимака: Друга Амонова пророчица, Господарица неба, Дама запада. Она је прва египатска краљица која је жива добила титулу Амонова добра супруга.

## Оснивачи Осамнаесте династије
Неки египтолози тврде да је оснивач Осамнаесте династије била краљица Ахотеп I. После смрти њеног мужа, фараона Секененре Таоа II, Ахотеп је за нове фараоне Египта поставила своје синове Ахмозеа I и Камозеа, док је истовремено омогућила право наслеђивања по женској линији, тако да би се њена династија могла угасити једино смрћу њене ћерке, принцезе Ахмозе-Нефертари. Ахотеп I је, док јој синови нису одрасли, владала као регент, трудећи се да уједини Египат, тако што ће отерати Хиксе са северних египатских територија и брачним везама обновити изворну египатску династију.
Муж краљице Ахотеп је највероватније, као и Камозе касније, погинуо у борби против Хикса. Тек је њен млађи син, Ахмозе I успео да протера Хиксе из земље и да годинама влада Египтом као први фараон Осамнаесте династије. 
Деца Ахмозеа I и Ахмозе-Нефертари су: Аменхотеп I и принцезе Мутнофрет, Ахмозе-Меритамон и Ахмозе-Ситамон. Аменхотеп је за жену узео своју рођену сестру - принцезу Ахмозе-Меритамон.